# Cerveno
Cerveno (lombardul: Servé) település Olaszországban, Lombardia régióban, Brescia megyében. Lakosainak száma 659 fő (2023. január 1.). Cerveno Ceto, Losine, Lozio, Ono San Pietro, Paisco Loveno, Schilpario, Braone és Malegno községekkel határos.

## Népesség
A település lakossága az elmúlt években az alábbi módon változott:
| Lakosok száma | 663  | 656  | 659  |
|               | 2017 | 2018 | 2023 |